# Paul Hawkshaw
Paul Hawkshaw, né en 1950 à Toronto (Canada), est un musicologue et professeur de musique à l’Université Yale,.

## Biographie
Il obtient son doctorat de musicologie à l’université Columbia en 1984. Il est reconnu internationalement comme une autorité sur la musique d’Anton Bruckner et reçoit en mai 2011 la médaille d’honneur Kilenyi de la Bruckner Society of America. Ses nombreuses publications comprennent la biographie de Bruckner pour le Grove Dictionary of Music and Musicians.

## Récompenses
Très impliqué dans les programmes de diffusion de l'éducation musicale dans les écoles publiques des centres-villes défavorisés, en particulier celle de New Haven, Hawkshaw a vu ses efforts reconnus et récompensés par l'attribution du plus prestigieux honneur de l'École de musique de Yale, la médaille Sanford en 2000.

## Œuvres (sélection)
- (en) Perspectives on Anton Bruckner, en collaboration avec Crawford Howie et Timothy L Jackson, New York, Routledge, 2001, réédité en 2016 et 2017  (ISBN 0754601102)